# Cetatea Landshut

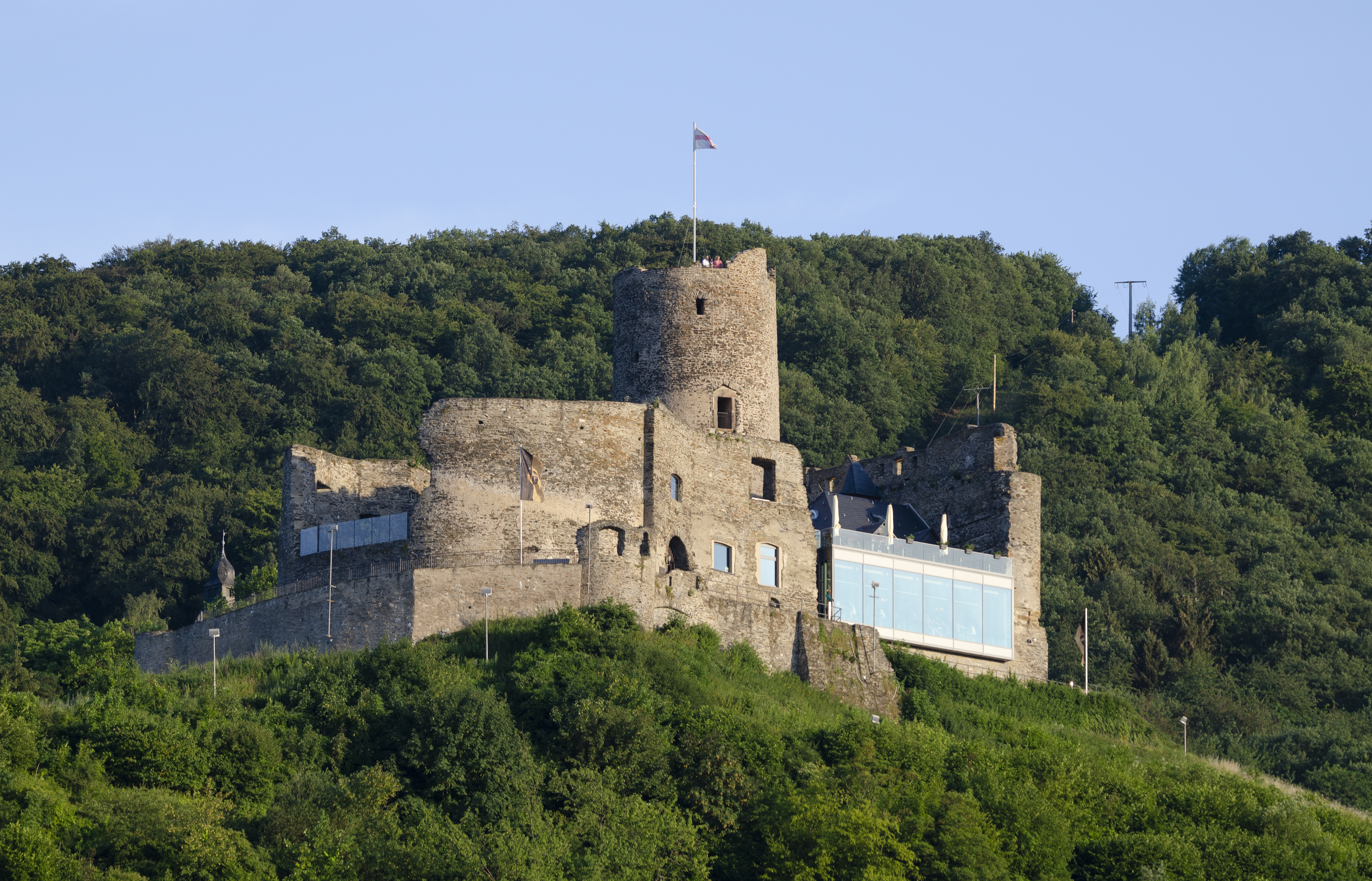
Ruina cetăţii

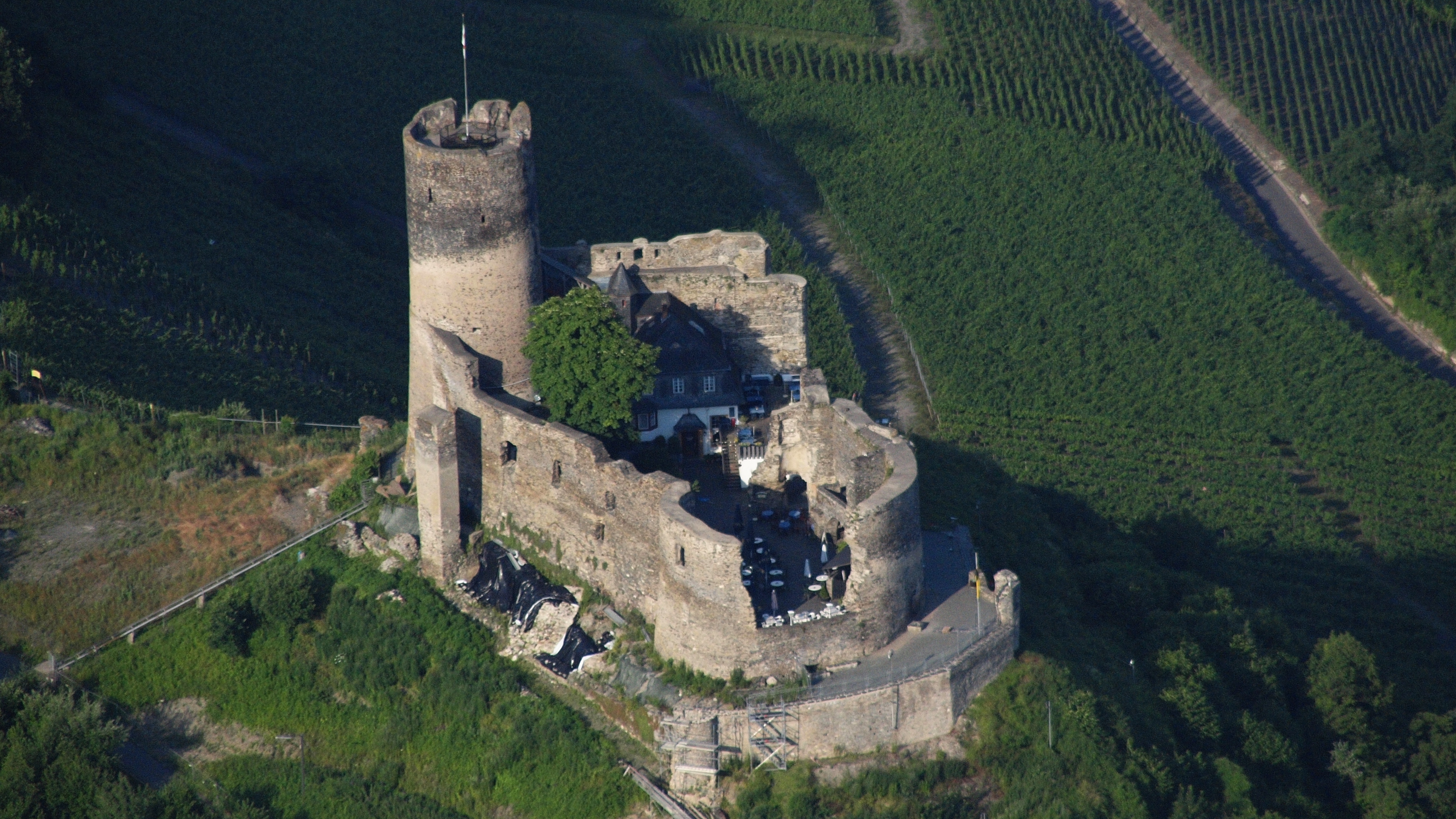
Ruina cetăţii

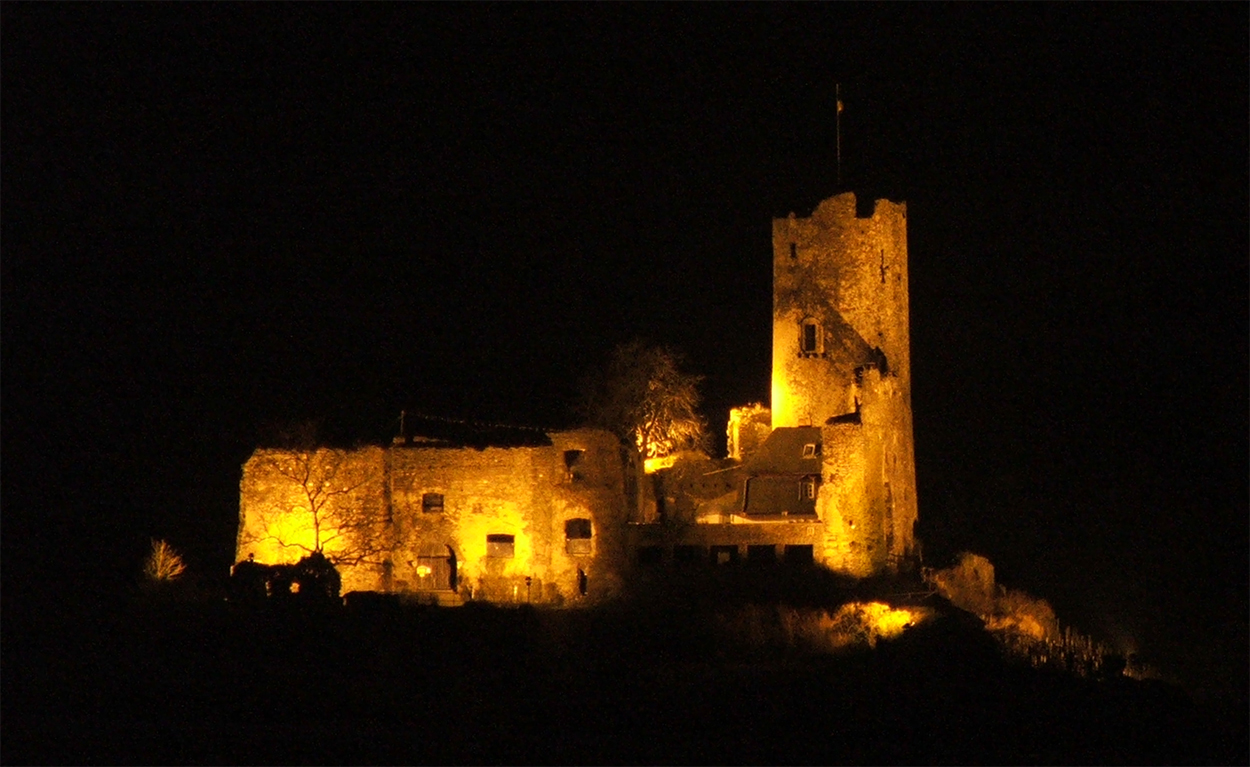
Ruina cetăţii noaptea

Cetatea Landshut, situată pe dealul din apropierea localității Bernkastel-Kues, a fost construită în evul mediu (secolul XII). Azi, cetatea este o ruină.